# 부식토

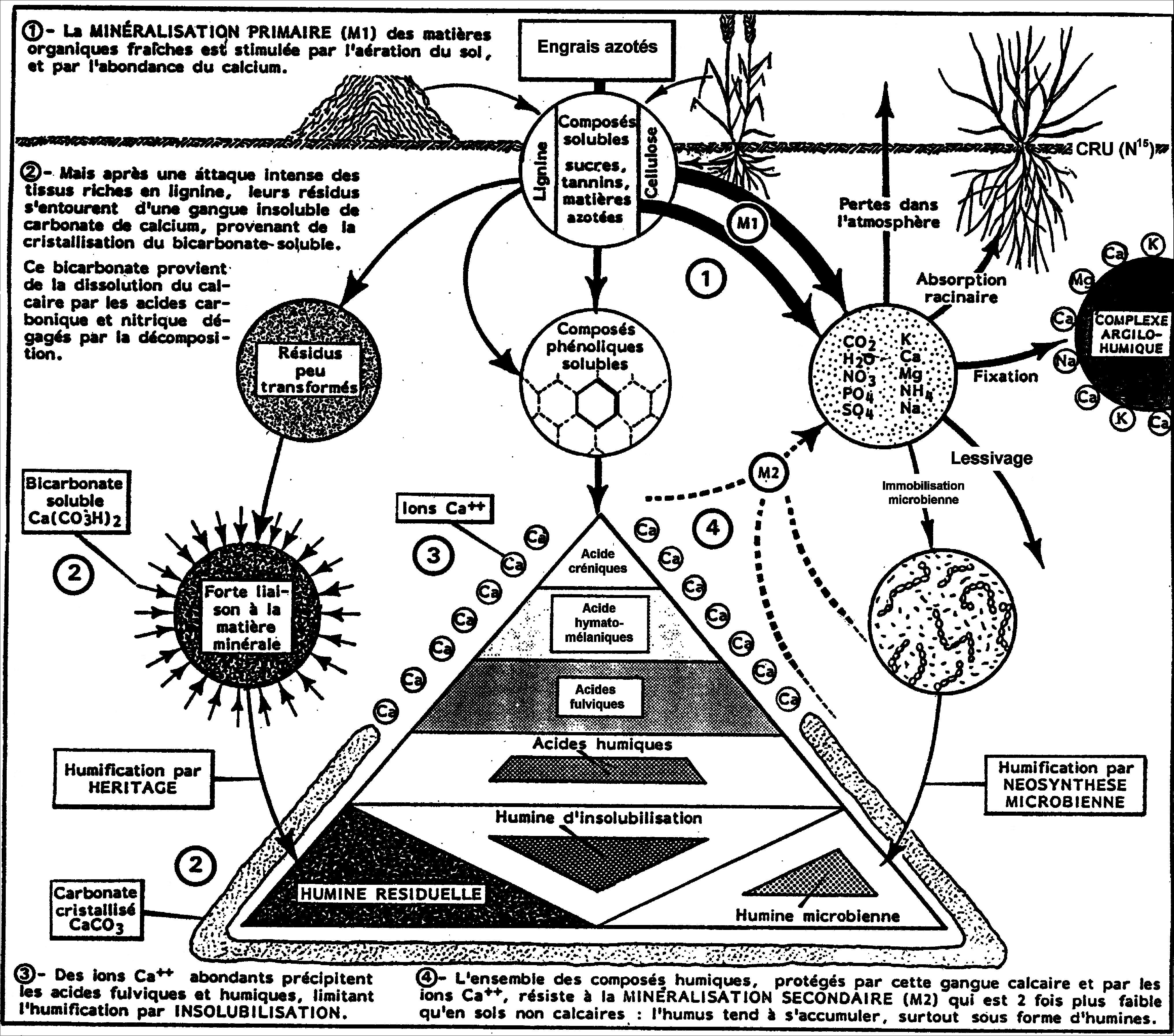

부식토(腐植土, humus)는 토양유기물이 변하여 형성된 화학적으로 안정한 고분자량의 물질로서, 작물생산에 필요한 주요 다량원소(K, Ca, Mg) 및 미량원소(Fe, Zn 등)의 주요 공급원이다. 토양입자의 입단화 및 안전성 증가, 수분보유능력 증가 등과 같은 토양의 물리적 성질을 개선하는 데에도 중요한 역할을 한다.

## 같이 보기
- 퇴비
- 원예
- 낙엽수